# Fenylbutazon
Fenylbutazon is een pijnstillend, ontstekingsremmend en koortswerend middel uit de NSAID-groep. De stof is een prostaglandinesynthetaseremmer, die de productie van prostaglandinen in het lichaam afremt.
Fenylbutazon wordt nog sporadisch voorgeschreven voor de behandeling van ernstige reuma-achtige ziekten, zoals de ziekte van Bechterew en het syndroom van Reiter, wanneer andere middelen niet helpen. Het gebruik van fenylbutazon kan namelijk ernstige bijwerkingen vertonen, waaronder maagdarmzweren (ulcus), perifeer oedeem (vochtophoping in lichaamsweefsel), beenmergdepressie en schildklieraandoeningen.
Fenylbutazon werd ontwikkeld door het Zwitserse bedrijf Geigy (nu Novartis) en het octrooi werd verleend in 1951.
Fenylbutazon werd in Nederland vroeger veel gebruikt. Het was een bestanddeel van het combinatiepreparaat Chefarine 4, een 4 in 1 middel van de firma Chefaro Nederland BV uit Rotterdam. Dit middel moet niet verward worden met de latere Chefarine varianten van na 2009 met alleen acetylsalicylzuur en paracetamol en zonder cafeïne en fenylbutazon .
Wegens ernstige beenmergdepressie werd het middel uit de handel genomen en is alleen nog als magistrale bereiding verkrijgbaar in Nederland. Het Farmacotherapeutisch Kompas ontraadt het magistraal gebruik als capsule, behoudens kortdurende noodgevallen.

## Diergeneeskundig gebruik
Fenylbutazon wordt in verschillende vormen gebruikt in de diergeneeskunde. Vooral bij paarden wordt het vaak gebruikt voor de behandeling van hoefbevangenheid (laminitis), soms ook bij artrose of koliek. De stof is echter ook misbruikt als doping in de paardensport. Het overmatig of verkeerd gebruik kan daarbij echter ook leiden tot ernstige schade zoals zweren in het darmstelsel, nierbeschadiging en zelfs de dood. Fenylbutazon staat nu op de lijst van verboden middelen van de Fédération Équestre Internationale (FEI). Het mag niet gebruikt worden in competitie, maar buiten competitie is het toegelaten als controlled medication in lage doses.
In 2013 ontstond wereldwijd commotie toen bleek dat paardenvlees, dat als rundvlees werd verkocht, mogelijk resten fenylbutazon bevatte.